# 蓝色漂浮蟹
蓝色漂浮蟹（学名：Planes cyaneus）为方蟹科漂浮蟹属的动物。分布于日本、整个印度西太平洋及南美西岸以及中国大陆的西沙群岛等地，生活环境为海水，多攀附于漂浮木块、海草以及水母及浮石上，营漂浮性生活。